# ГЕС Аполлоній Салес
ГЕС Аполлоній Салес (Apolônio Sales, також відома як Moxotó) – гідроелектростанція на сході Бразилії, на кордоні штатів Баїя та Алагоас. Знаходячись між ГЕС Луїс Гонзага (вище по течії) та ГЕС Пауло Афонсо І-ІІІ, входить до складу каскаду на четвертій за довжиною величиною у Південній Америці річці Сан-Франсиску, яка тече на північний схід паралельно узбережжю перед тим як завернути та прорватись через гірський хребет до Атлантичного океану (саме на цій останній ділянці і знаходиться станція Аполлоній Салес). 
Річку перекрили кам’яно-накидною греблею, розташувавши біля правого берегу 20 водопропускних шлюзів, а біля лівого інтегрований у споруду машинний зал. Максимальна висота греблі становить 30 метрів при довжині по гребеню 2825 метрів. Вона утримує водосховище з площею поверхні 98 км2 та об’ємом 1150 млн м3 (корисний об’єм 180 млн м3) з нормальним коливанням рівня між позначками 250 та 252 метри НРМ (максимальний рівень 253 метри НРМ). Можливо відзначити, що для масштабів річки це доволі невелика водйома, а основне накопичення ресурсу для роботи каскаду здійснюється у сховищах розташованих вище ГЕС Трес-Мар'яс та Собрадіньо. 
Машинний зал обладнано чотирма турбінами типу Каплан потужністю по 100 МВт, які працюють при напорі від 16,5 до 24 метрів (номінальний напір 21 метр).
Видача продукції відбувається по ЛЕП, розрахованій на роботу під напругою 230 кВ.
Можливо також відзначити, що відпрацьована на станції Аполлоній Салес вода потрапляє лише на зазначену вище Пауло Афонсо І-ІІІ, тоді як забір ресурсу для роботи спорідненої ГЕС Пауло Афонсо IV відбувається перед греблею ГЕС Аполлоній Салес.